# Agfa-Gevaert
Agfa-Gevaert N.V. (Agfa) je belgijsko-njemačka multinacionalna korporacija koja razvija, proizvodi i distribuira analogne i digitalne slike i sustave, kao i IT rješenja. 
Tvrtka ima tri podjele. “Agfa Graphics” nudi integrirane pripreme za tisak i industrijske inkjet sustave za tiskarsku i grafičku industriju. “Agfa HealthCare” opskrbljuje bolnice i druge medicinske ustanove proizvodima i sustavima za prikazivanje slika, kao i informacijskim sustavima. “Agfa Specialty Products” isporučuje proizvode na različitim industrijskim tržištima. Ona je dio organizacije “Agfa Materials”. 
Agfa filmovi i kamere bili su nekad istaknuti proizvodi za široku potrošnju. Međutim, u 2004. godini divizija za slikanje prodana je tvrtki osnovanoj putem menadžerskoga otkupa. “AgfaPhoto GmbH”, kako je nova tvrtka bila nazvana, podnijela je zahtjev za stečaj nakon samo jedne godine. Trgovačke marke sada su licencirane drugim tvrtkama preko holding tvrtke “AgfaPhoto Holding GmbH”. Nakon ove prodaje Agfa-Gevaertova trgovina danas je 100% B2B.